# Hypogeum

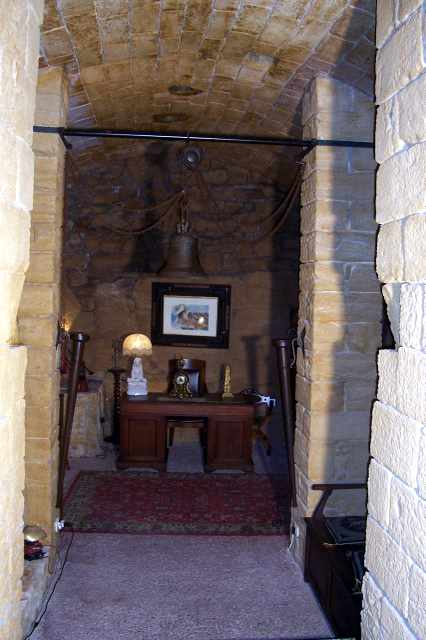
Hypogeum te Tarente, entree

Een hypogeum (of hypogaeum) is een onderaardse ruimte voor godsdienstige rituelen of begrafenissen. Het woord komt uit het Grieks, en wel van de termen hypo (=onder) en gaia (=aarde). Hypogea komen voor vanaf de 4e eeuw v. Chr. in Griekenland en in het aangrenzende Thracië, en ook in Magna Graecia (het door de Grieken gekoloniseerde gebied van Zuid-Italië).

## Bekende hypogea
Het Ħal Saflieni Hypogeum op Malta is aangelegd in de periode tussen 4000 - 2500 v. Christus. Andere bekende hypogea bevinden zich in Paestum, Tarente en Capua.
In de Romeinse tijd werden ondergrondse begraafplaatsen en hypogea vaak samengevoegd tot grotere ondergrondse structuren. In dat geval spreken we niet meer van een hypogeum, maar van catacomben.

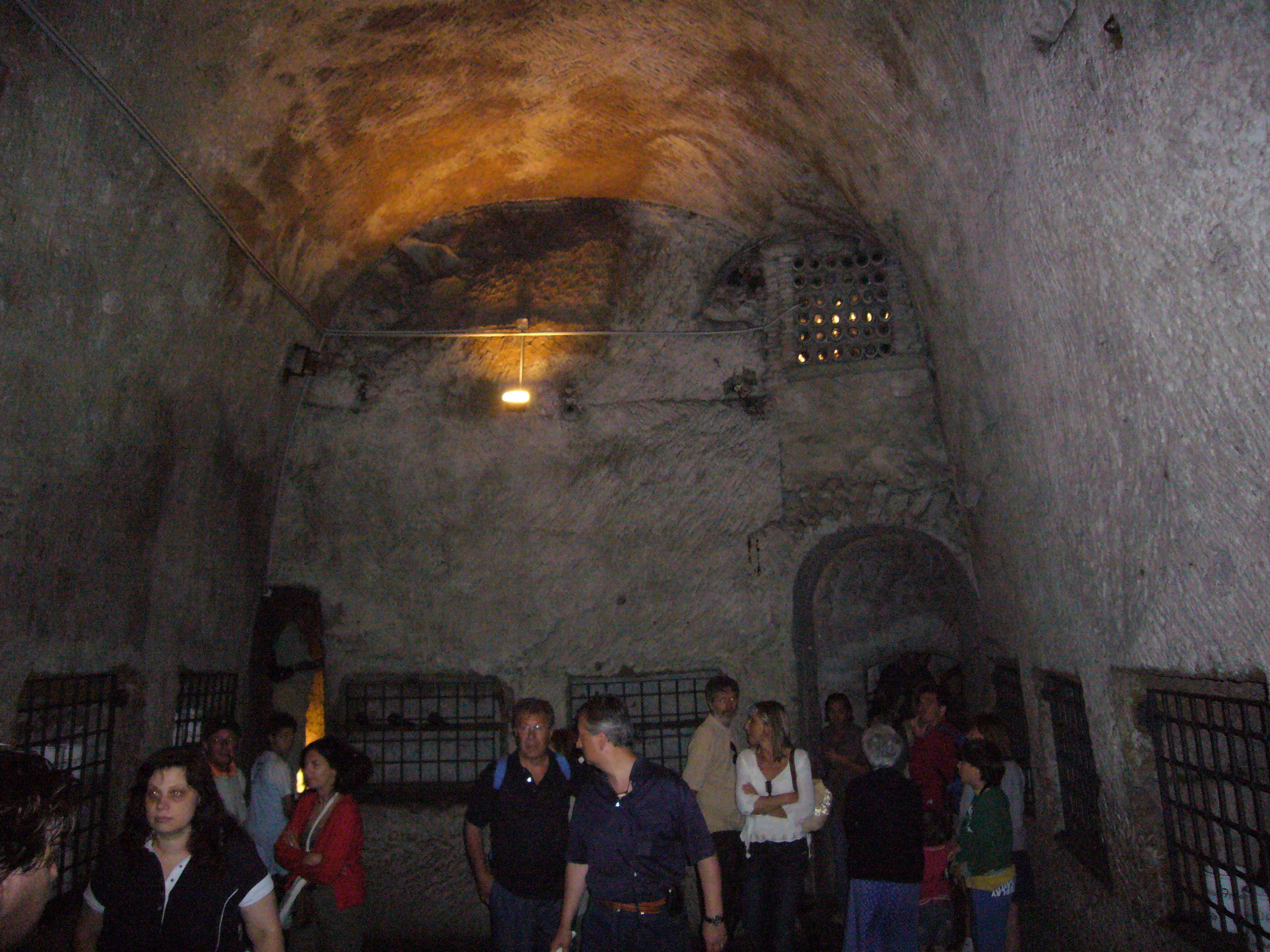
hypogeum in Napels